# Mezenci
Mezenci, el menyspreador dels déus, va ser un rei etrusc oriünd d'Agil·la, ciutat d'Etrúria anomenada més tard Caere.
Els testimonis més antics els veiem al llibre (avui perdut) dels Orígens, escrit per Cató cap al segle ii aC. Allí es diu que Turnus va cridar Mezenci després de la primera derrota contra Eneas i Latinus. Turnus, per convèncer-lo, li va prometre la meitat de la collita de vi del Latium i del seu propi territori. Però Eneas, per la seva part, va fer el mateix oferiment a Júpiter. La promesa feta al déu va ser més efectiva que la de Turnus, i Mezenci va ser mort. En aquesta batalla, Eneas va desaparèixer de forma misteriosa, i va anar a ocupar un lloc entre els déus. Ascani, el seu fill, el va succeir. Va complir la promesa feta pel seu pare a Júpiter, i així s'explicava l'origen de les Vinàlia, celebrades cada any i on s'oferien a Júpiter les primícies de la collita de vi.
Dionís d'Halicarnàs dona una versió diferent, i diu que després del casament d'Eneas amb Lavínia, aquest heroi i Latinus van haver de fer front a diversos atacs dels rútuls, comandats per Turnus, nebot d'Amata. Durant la primera batalla moren Turnus i Latinus, i els rútuls demanen ajuda a Mezenci. Comença una segona batalla, molt sagnant, i al vespre, quan el resultat encara és incert, veuen que Eneas ha desaparegut i Ascani pren el comandament. Però els troians i els llatins tenen dificultats i Ascani demana un armistici. Mezenci demana tot el vi que produeixi el Latium, i Ascani ofereix a Júpiter el vi del país, mentre aprofita una nit sense lluna per dur a terme un atac que és un èxit total. Lausus, el fill de Mezenci, mor en la lluita i els etruscs es repleguen en desbandada. Mezenci coneix al mateix temps la mort del seu fill i la derrota de l'exèrcit i demana una treva. Ascani concedeix pas lliure al rei i a la resta del seu exèrcit i des d'aquell moment Mezenci va ser un fidel aliat dels llatins.
Virgili, al llibre X de la seva Eneida, simplifica la figura de Mezenci. Segueix sent rei de Caere, però explica que el seu regnat era conegut com el suplici de Mezenci, un període de por, crueltat i impietat al que va sotmetre els seus súbdits etruscs, i aquests, cansats de la seva tirania, el van expulsar, i es va refugiar a la cort de Turnus, rei dels rútuls. Combat al costat d'aquest rei amb el seu fill Lausus, i Eneas deixa malferit a Mezenci i mort a Lausus mentre intentava defensar el seu pare. Mezenci aconsegueix refer-se i posteriorment intenta venjar la mort del seu fill, però acaba mort pel mateix Eneas. Virgili no fa menció de la promesa de consagrar el vi del Latium ni a Mezenci ni a Júpiter. En el relat de Virgili només Mezenci és enemic d'Eneas, i els etruscs, que l'han expulsat, figuren al costat dels troians i per tant, de Roma. Cal recordar aquí l'ascendència etrusca de Mecenàs, que tenia avantpassats que havien regnat a les ciutats etrusques i que en aquells moments era amic íntim d'August.